# Кафана Трпковић
Кафана Трпковић, је старa српска кафана, која се налазила у Београду, у Видовданској улици, угао Џорџа Вашингтона и Деспота Стефана. Кафана је основона око 1881. године, а срушена је током Другог светског рата.

## Историјат
Кафана Трпковић се први пут спомиње 1881. године, када се звала Цар Душан, а власник је био Коста Трпковић. Кафана је 1912. године променила назив у Душан Силни, али је власник и тада био Коста. У Београду су постојале још две кафане Трпковић, једна у Кнеза Милоша 107, а друга Душановој улици. Такође је постојала и пекара Трпковић, на Варош капији. Једино што је остало и данас то је пекара Трковић. Данас их има на више локација. Претпоставља се да је реч о породичном концерну ове породице. 
Кафана Трпковић у Видовданској улици, је срушена током Другог светског рата.

### Власници кафане Трпковић
- 1881. године - Коста Трпковић
- 1933. године - Ставра Трпковић

### Пекара Трпковић
Пекара Трпковић постоји већ више од 100 година, прва је основана 1908. године у Сава малој, а у периоду од 1929. до 1939. године, основане су још две пекаре на Дорћолу. Данас постоје на 2 локације, под истим именом, једна у Немањиној улици, друга у улици Димитрија Туцовића, а трећа на Душановцу.